# تشارلز هوتر
تشارلز هوتر (بالإنجليزية: Charles Hutter)‏ (21 يونيو 1916 – 24 سبتمبر 1989) هو سبّاح من الولايات المتحدة راحل، مثّل بلاده في الألعاب الأولمبية الصيفية 1936.

## روابط خارجية
تشارلز هوتر على موقع الاتحاد الدولي للسباحة (الإنجليزية)
- تشارلز هوتر على موقع أوليمبيديا (الإنجليزية)